# Conflito entre Chade e Líbia
O Conflito entre Chade e Líbia foi um estado de guerra com eventos esporádicos de violência no Chade entre 1978 e 1987, entre as forças do Chade e da Líbia. A Líbia tinha sido envolvida nos assuntos internos do Chade antes de 1978 e antes da ascensão ao poder de Muammar al-Gaddafi na Líbia em 1969, começando com a extensão da Guerra Civil do Chade para norte do Chade, em 1968.  O conflito foi marcado por uma série separada de quatro intervenções da Líbia no Chade, que ocorreram em 1978, 1979, 1980-1981 e 1983-1987. Em todas essas ocasiões, Kadhafi tinha o apoio de várias facções que participam na guerra civil, enquanto os adversários da Líbia encontraram o apoio do governo francês, que interveio militarmente para salvar o governo do Chade em 1978, 1983 e 1986. 
O padrão militar da guerra em si foi delineado em 1978, com os líbios fornecendo armas, artilharia e apoio aéreo aos seus aliados no Chade e com a infantaria a assumir a maior parte da luta.  Este padrão mudou radicalmente em 1986, para o fim da guerra, quando todas as forças do Chade unidas à oposição à ocupação do norte do país pela Líbia, com um grau de unidade que nunca havia sido visto antes, no Chade.  Esta privou as forças da Líbia de sua infantaria habitual, exatamente quando viram-se enfrentando um exército móvel, com mísseis anti-tanque e anti-aéreos, cancelando assim a superioridade da Líbia em poder de fogo. O que se seguiu foi a chamada "Guerra dos Toyota", em que as forças líbias foram derrotadas e expulsas do Chade, pondo fim ao conflito. 
Dentre os motivos que explicariam o envolvimento do Regime Líbio com o Chade, aponta-se que a razão inicial seria o interesse em anexar a Faixa de Aouzou, uma estreita faixa territorial no extremo norte do Chade que era reivindicada como parte da Líbia, em razão de um tratado ratificado no período colonial, e que foi tomada pelo Regime Líbio em 1973. Segundo o historiador Mário Azevedo, a partir de 1972, o Regime Líbio passou a ter dentre seus objetivos: a transformação do Chade em um estado cliente da Líbia, uma república islâmica modelada no Jamairia, que manteria estreitas relações com a Líbia, para garantir seu controle sobre a Faixa de Aouzou; expulsão dos franceses da região, e a utilização daquele país como uma base para expandir sua influência na África Central. 

## Cronologia

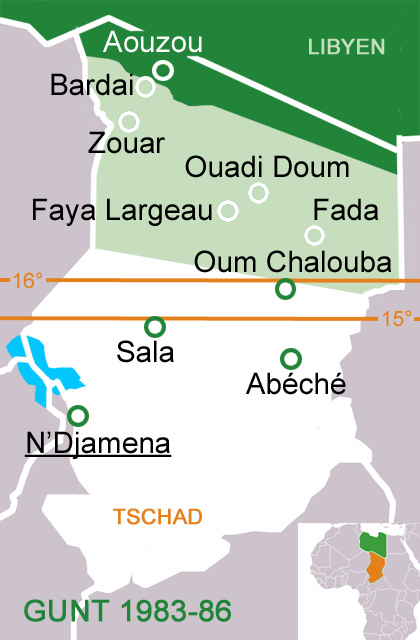
Zona controlada pelo GUNT no Chade em 1986/1987 (verde claro), "linha vermelha" nas latitudes 15 e 16 (1983 e 1984) e a Faixa de Aouzou ocupada pela Líbia (verde escuro).

- Em 1973, o Regime Líbio ocupou a Faixa de Aouzou, um território rico em urânio e outros minerais;
- No final de 1980, milhares de soldados líbios ingressaram no território do Chade para apoiar um dos lados na Guerra Civil daquele país;
- Em novembro de 1981, o governo do Chade pediu a retirada dos militares líbios, cujo número era calculado entre 7.000 a 10.000 homens, para ser substituído por forças de paz da Organização da Unidade Africana (OUA). Tal retirada foi parcial, pois tropas líbia continuaram a ocupar a Faixa de Aouzou;
- Em junho de 1982, Goukounin Oueddei, que presidia o Chade apoiado pela Líbia foi derrubado por Hissène Habré, apoiado pela França, e muitos dos funcionários e militares do governo deposto buscaram refúgio na Líbia ou na Faixa de Aouzou;
- Em 1983, após diversos combates, a Líbia e a França concordaram em retirar suas tropas do Chade, a França cumpriu o acordo em 1984, mas as tropas líbias continuaram a intervir no conflito e mantiveram o controle de cerca de 40% do território, ocupando a porção setentrional daquele país;
- Em 1986, Goukounin Oueddei anunciou de seu exílio na Líbia, que ele estava disposto a negociar com o novo governo, tal declaração não foi apoiada por todos os rebeldes do Chade que eram apoiados pelo regime líbio. Por sua vez, os líbios receberam tal declaração como uma traição e condenou o Oueddei à prisão domiciliar. A luta continuou no território do Chade, com o governo apoiado pela França e pelos Estados Unidos, e os rebeldes apoiados pela Líbia e pela União Soviética;
- Em agosto de 1989 o Chade e a Líbia assinaram um acordo de paz mediado pela Argélia, embora as incursões da Líbia no Chade tenham continuado até 1990;
- Em agosto de 1990, o Chade anunciou que os dois lados concordaram em submeter a controvérsia sobre a Faixa de Aouzou ao Tribunal Internacional de Justiça;
- Em dezembro de 1990, Hissène Habré foi derrubado por Idriss Déby, dirigente rebelde apoiados pela Líbia, e cerca de 2.250 prisioneiros de guerra líbios foram libertados e retornaram ao seu país, enquanto que 350 foram para os Estados Unidos pois participavam de um grupo treinado pela CIA para ser uma oposição armada ao Regime Líbio;
- No início de 1994, o Tribunal Internacional de Justiça decidiu que o Chade teria a soberania sobre a a Faixa de Aouzou e a Líbia retirou-se daquele território definitivamente em maio daquele ano.[4]